# 유엔공보국
유엔공보국(United Nations Department of Global Communications, UNDGC)은 국제 연합의 활동을 널리 알리는 단체이다. 대표적인 활동으로 세계 각국의 NGO와 협약을 맺고 있다.

## 같이 보기
- 오르후스 협약